# Cainocreadium gulella
Cainocreadium gulella är en plattmaskart. Cainocreadium gulella ingår i släktet Cainocreadium och familjen Opecoelidae. Inga underarter finns listade i Catalogue of Life.